# Petřín
| Chcešli sobě, pautníku, neobyčejnau, duši a smysly opojující rozkoš způsobiti, wystup na temeno Petřína, oné krásné obrostlé hory, která jako mohutnými perutěmi město zastíňuje, a objewí se ti pod nohama jako čarowným prutem wykauzlená králowská stowěžatá Praha, w dalekém půlkole přehlídne tu oko twoje tuto naši nejzápadnější a nejslawnější stolici slowanskau, jejích 3600 stawení, w kterých 145.000 obywatelů žije, její 100 chrámů otewřených i zamčených, její nesčíslné wěže, wěžičky a báně, její řeku, obrowské mosty a králowský zámek, – a rámcem toho welikolepého obrazu jest požehnaný kraj naší milé Čechie, po níž oko neobmezeně těká, až se o její strážní hradby, wzdálené pohraničné hory opře. |
| |

Petřín (německy Laurenziberg nebo také Laurenzberg, latinsky Petrin) je 331 m vysoký kopec v centru Prahy. Na jeho vrcholu stojí Petřínská rozhledna a mnoho jiných objektů. Samotný vrchol se nachází v areálu bašty sv. Vavřince. Na Petříně najdeme skály zejména z pískovce.

## Historie

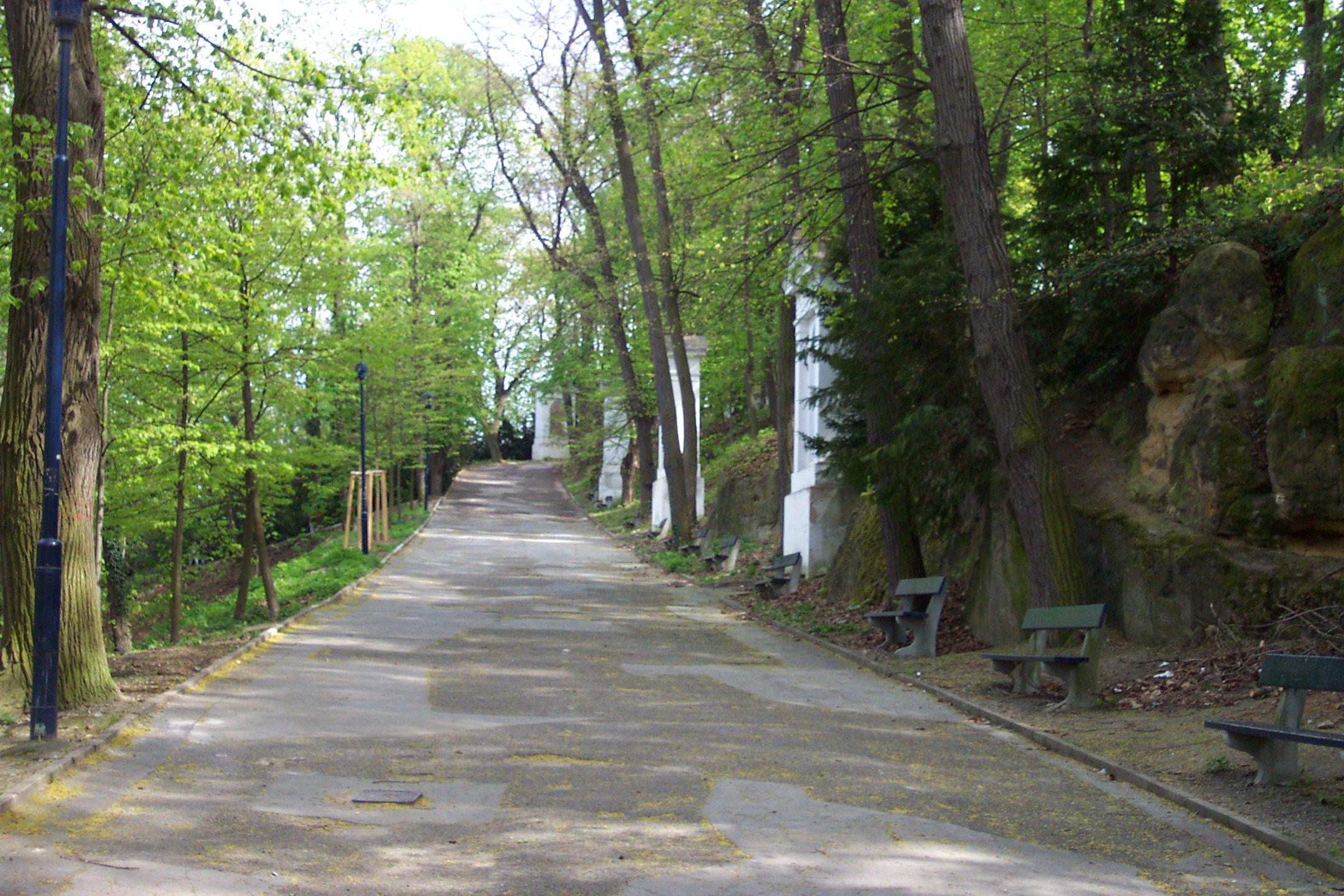
Křížová cesta, Petřín

Petřín vystřídal v průběhu staletí několik názvů: Petřín, Hora, Kopec, Vrch sv. Vavřince (odtud německý název Laurenziberg – z lat. Laurentius Vavřinec a Berg hora, kopec), posledně jmenovaný podle zasvěcení kostela stojícího na jeho temeni. Kronikář Kosmas popisuje Petřín jako velmi skalnaté místo; pro velké množství skal (latinsky petra) se mu údajně začalo říkat Petřín (qui a petris dicitur Petrin).
Od nepaměti se zde lámal kámen – opuka, ze kterého se v Praze postavila řada staveb, včetně prvních kostelů na Pražském hradě nebo mostu přes Vltavu. První historická zmínka o petřínských lomech pochází od Mnicha sázavského, který napsal, že kameny z nich dal opat Silvestr vydláždit kostel Sázavského kláštera.
Petřín je v písemných památkách poprvé zmíněn roku 1108 v souvislosti s vyvražděním velmožského rodu Vršovců. Vršovci sídlili v Libici, kterou obdrželi za pomoc Přemyslovcům s povražděním části Slavníkovců v Libici roku 995. Sami Vršovci pak byli roku 1108 jako „hloupá hovada skoleni a jiní na hoře Petříně sťati“. Poté popraviště, které stávalo v blízkosti kostela sv. Vavřince, sloužilo až do 14. století k trestání velkých protistátních přečinů.
Výrazně do dějin Petřína zasáhl císař Karel IV., když vybudováním Hladové zdi v letech 1360–1362 připojil většinu kopce k Malé Straně. Popraviště se přesunulo na druhý břeh na Šibeniční vrch pod Vítkovem, v oblasti zvané dnes U Bulhara.

## Stavby

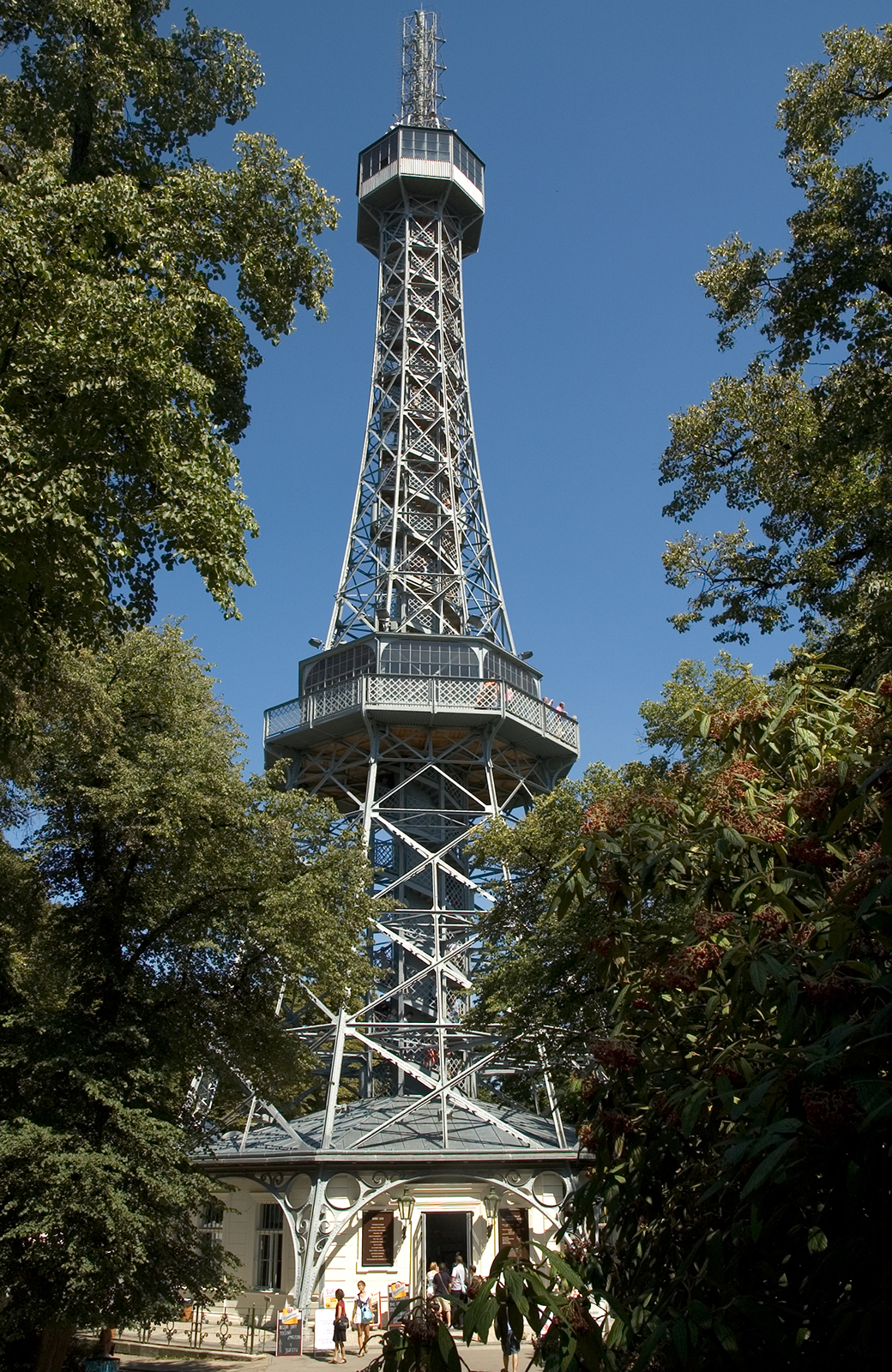
Petřínská rozhledna

### Církevní stavby
- kaple Jezulátka – barokní válcová stavba v Seminářské zahradě
- Kostel svatého Michala archanděla – dřevěný kostelík ze 17. století přenesený z Podkarpatské Rusi
- Kostel svatého Vavřince – barokní kostel na místě románského, katedrální chrám Starokatolické církve
- Křížová cesta s kaplemi Kalvárie a Božího hrobu, začíná ve stráni severně od rozhledny
- Strahovský klášter – nejstarší český premonstrátský klášter v místě vstupu z Petřína na Hradčany

### Turistické cíle
- Lanová dráha na Petřín – původní dráha postavená společně s rozhlednou
- Petřínská rozhledna – postavena z iniciativy Klubu českých turistů za Jubilejní výstavy roku 1891
- Zrcadlové bludiště – původně pavilon KČT na Jubilejní výstavě připomínající vyšehradskou bránu Špička
- Hladová zeď – ohraničující Malou Stranu rozšířenou Karlem IV., v baroku rozšířenou souběžnými Mariánskými hradbami
- Štefánikova hvězdárna z roku 1928 pojmenovaná po spoluzakladateli Československa a astronomu M. R. Štefánikovi
- Letohrádek Kinských – klasicistní letohrádek na smíchovském úpatí Petřína, sídlo Národopisného muzea Národního muzea

### Ostatní
- Sloupové sluneční hodiny – u hvězdárny
- Restaurace Nebozízek – ve stejnojmenném parku, zchátralá barokně-klasicistní budova byla nově postavená roku 1985[10]
- Pomník obětem komunismu – od Olbrama Zoubka, proti Vítězné ulici
- Sokol Malá Strana – Sokolovna z 19. století. Mezi členy patřili českoslovenští prezidenti T. G. Masaryk, E. Beneš a K. Gottwald[11]
- Vojířova štola

## Zahrady a přírodní památka

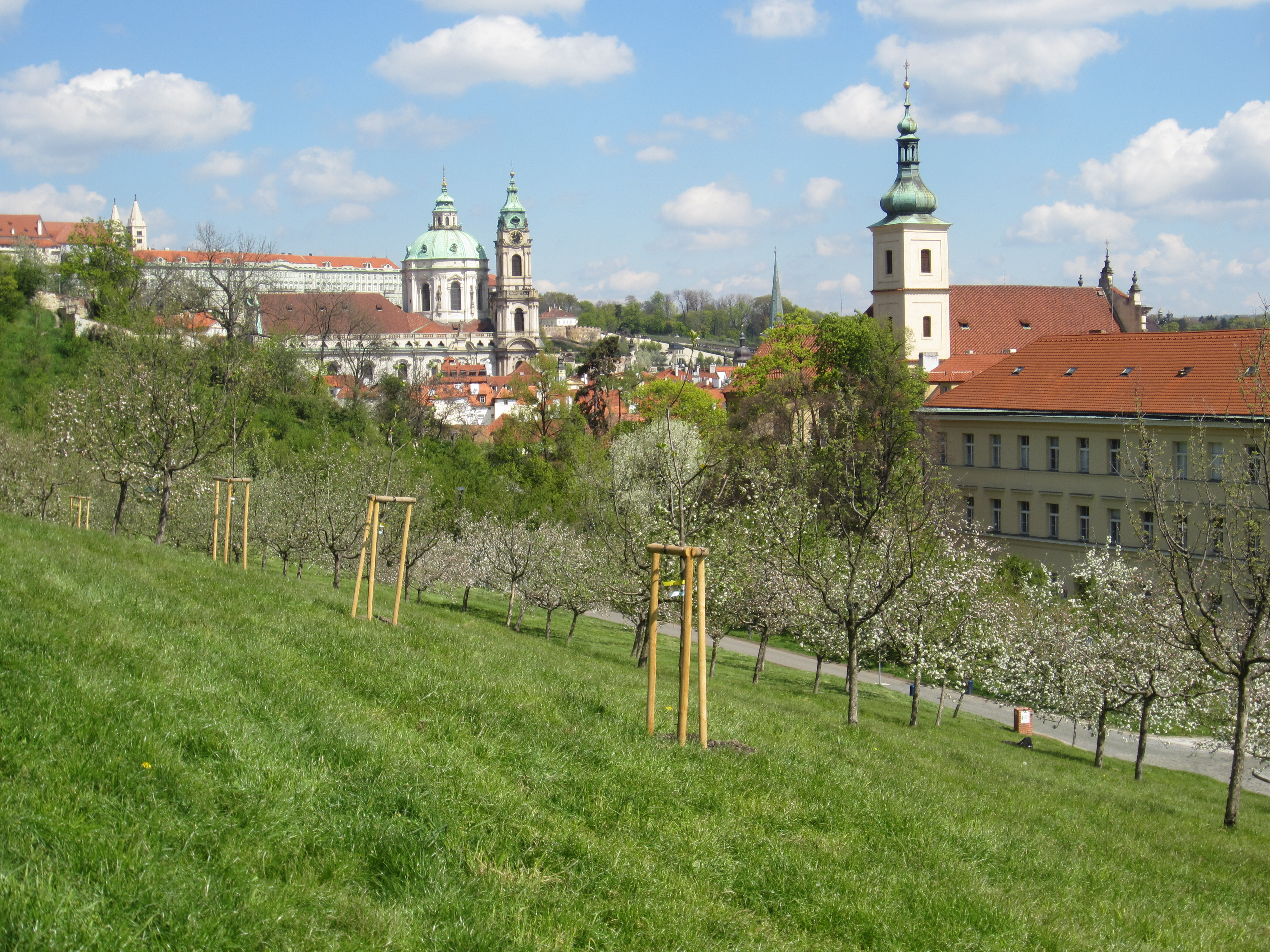
Seminářská zahrada

### Petřínské stráně (od severu)
- Velká strahovská zahrada – pod Strahovským klášterem, v horní části údolíčka mezi Petřínem a Úvozem
- Lobkovická zahrada – zahrada stejnojmenného paláce (německého velvyslanectví) a přilehlá severní stráň Petřína
- Schönbornská zahrada – zahrada stejnojmenného paláce (velvyslanectví USA)
- Seminářská zahrada – sadově upravená severní část východní stráně Petřína
- Zahrada Nebozízek – část východní stráně Petřína mezi lanovou dráhou a Hladovou zdí
- Kinského zahrada – nad stejnojmenným letohrádkem na jihovýchodní, smíchovské stráni Petřína

### Na vrcholu Petřína
- Park u Petřínské rozhledny
- Růžový sad – u hvězdárny Petřína
- Zahrada Květnice – malá květinová zahrada v sevření hradeb poblíž Růžového sadu
- přírodní památka Petřín – Petřínské skalky, které lemují celé temeno kopce

## Památné stromy
Na Petříně roste několik památných stromů:
- Jasan ve Strahovské zahradě
- Babyka v Seminářské zahradě
- Platan v Kinského zahradě

## Studánky

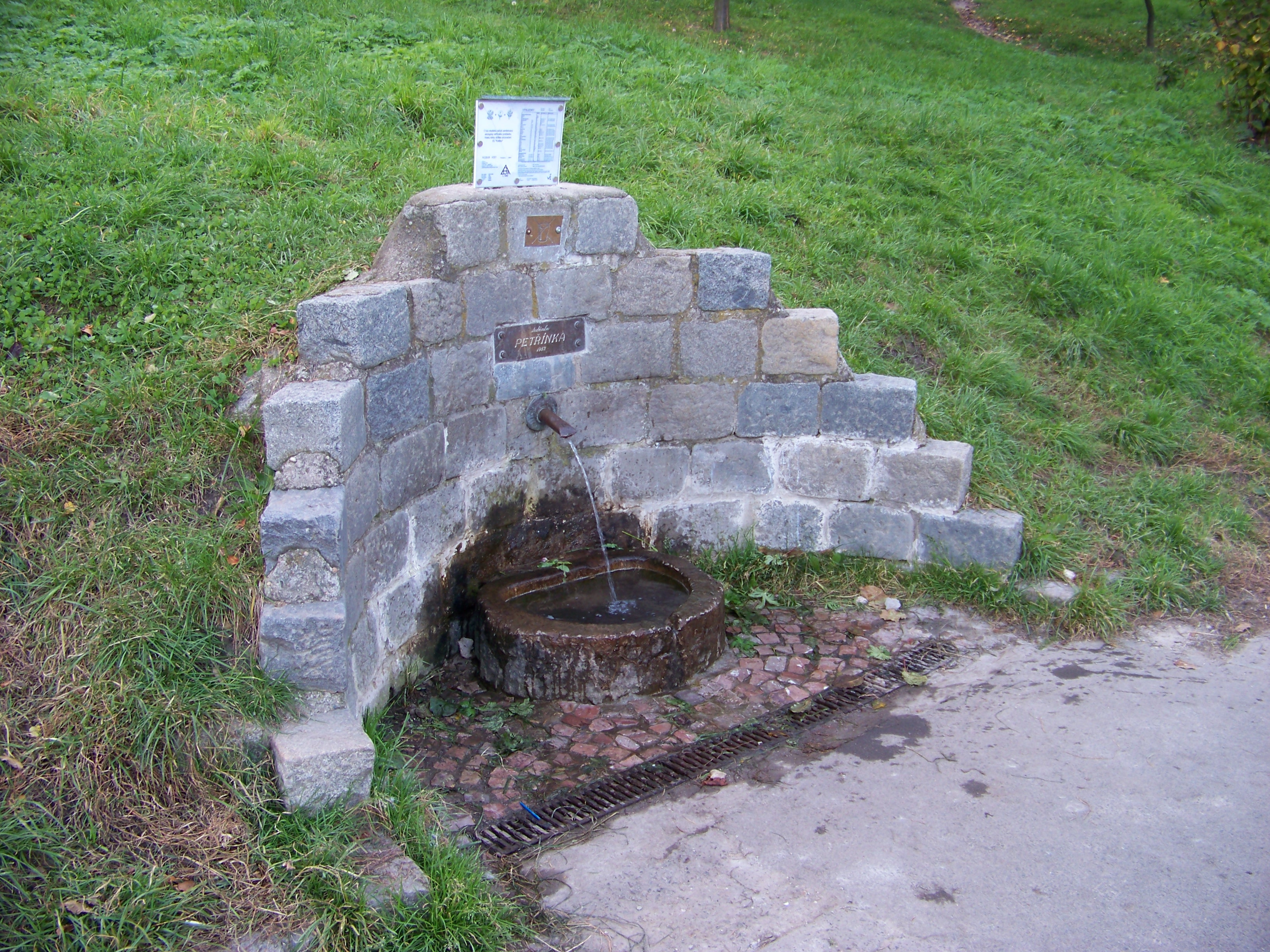
Studánka Petřínka

- Pramen Petřínka – v Seminářské zahradě u hlavní parkové cesty nedaleko restaurace Petřínské terasy
- Pod Petřínem – původně pítko, s kamenicky řešeným řečištěm v Hellichově ulici
- Ve Strahovské zahradě (Kaštanka) – v zalesněné stráni jihovýchodně od Strahovského kláštera
- Pramen sira Nicolase Wintona – obnovený v roce 2009, u vyhlídkové cesty také v horní části Velké strahovské zahrady
- U Památného stromu (jasanu) – nedaleko Wintonova pramenu
- Kinská, U jezírka (též Vodní schody), Pod Kaštankou – prameny a studánky v Kinského zahradě

## Sochy a sousoší

### Pomníky osobnostem
Hana Kvapilová
Hana Kvapilová (1860–1907), česká herečka. Socha z bílého mramoru znázorňuje sedící postavu v dlouhých šatech a s kyticí na klíně. Jejím autorem je Jan Štursa, který ji vyhotovil v roce 1913. Pod sochou je uložena urna s popelem této herečky — členky Národního divadla.
Ferdinand Laub
Ferdinand Laub (1832–1875), světoznámý virtuos a český houslista.
K. H. Mácha

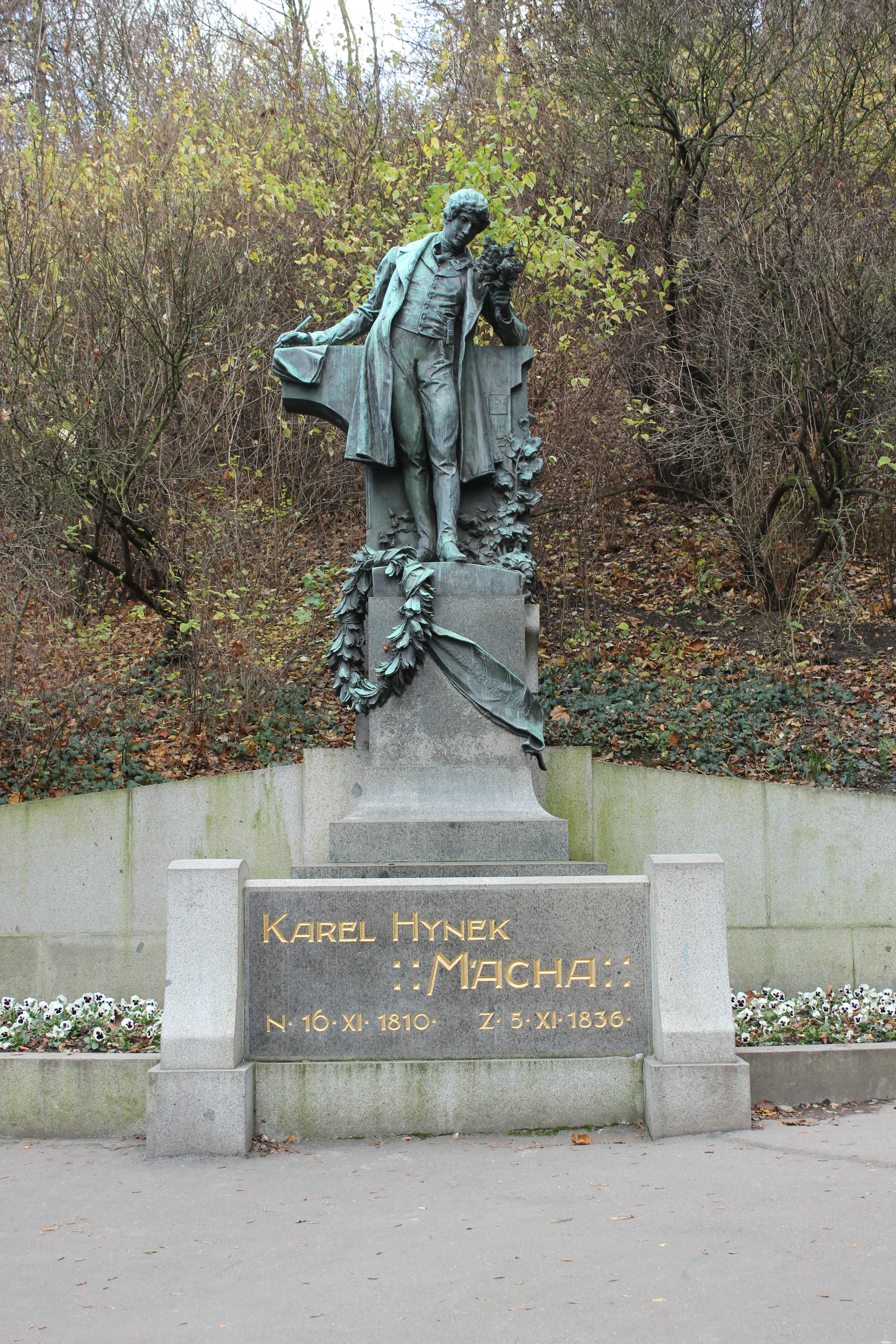
Pomník Karla Hynka Máchy

Karel Hynek Mácha (1810–1836), český básník, narozený pod Petřínem. Bronzová socha stojící, která se pravou rukou, ve které drží pero, opírá o zídku s otevřeným sešitem a v levé ruce drží kytici šeříku. Podstavec je z leštěné žuly. Sochu vyhotovil Josef Václav Myslbek v roce 1912.
Jan Neruda
Jan Neruda (1834–1891) se narodil v kasárnách, stojících na úpatí Petřína. Socha znázorňuje stojící postavu, s rukama za zády, v nichž drží klobouk. Autorem bronzové sochy je Jan Simota, který ji vyhotovil v roce 1970.
Vítězslav Novák
Vítězslav Novák (1870–1949), český hudební skladatel. Bronzová socha znázorňuje stojící postavu v nadživotní velikosti. Vytvořil ji v roce 1950 Jan Kodet. V soše je urna s popelem skladatele, který 18. července 1949 zemřel ve východočeské Skutči.
M. R. Štefánik

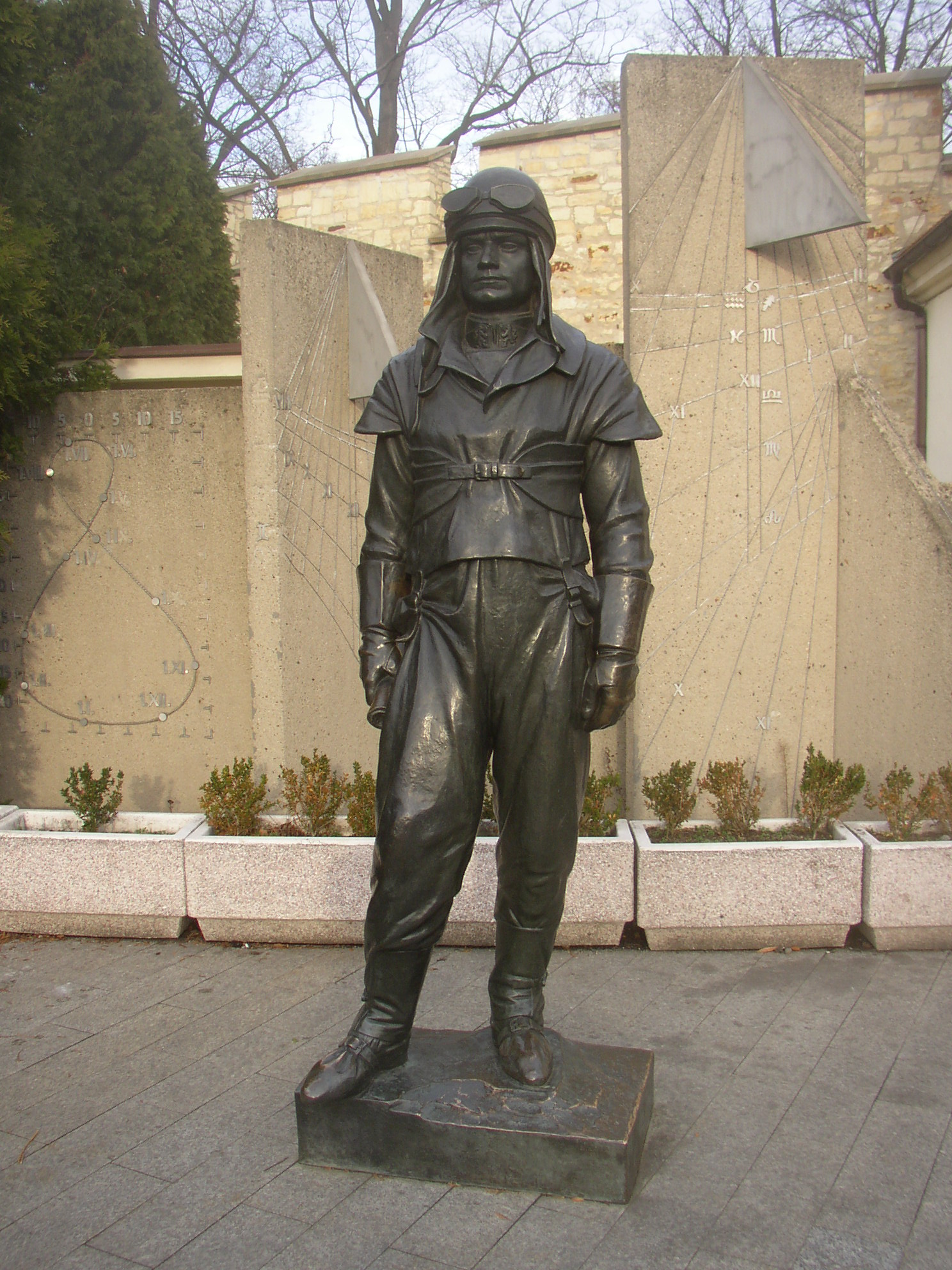
Socha Milana Rastislava Štefánika

Milan Rastislav Štefánik (1880–1919), československý astronom, politik a letec. Stojící bronzová socha v letecké kombinéze, držící v ruce písemnosti. Na soše určené pro Bratislavu pracoval v letech 1928–1938 Bohumil Kafka. V roce 1952 byla socha roztavena. Na místě před Štefánikovou hvězdárnou odhalil v roce 1994 nový odlitek podle třetinového modelu tehdejší prezident Václav Havel.
Jaroslav Vrchlický
Jaroslav Vrchlický (1853–1912), český básník. Pískovcová socha, kterou vytvořili Josef Wagner, Antonín Wagner a Jan Sokol, znázorňuje sedící postavu s knihou v ruce a okřídlenými génii u nohou.

### Další pomníky a dekorativní plastiky
Pomník obětem komunismu

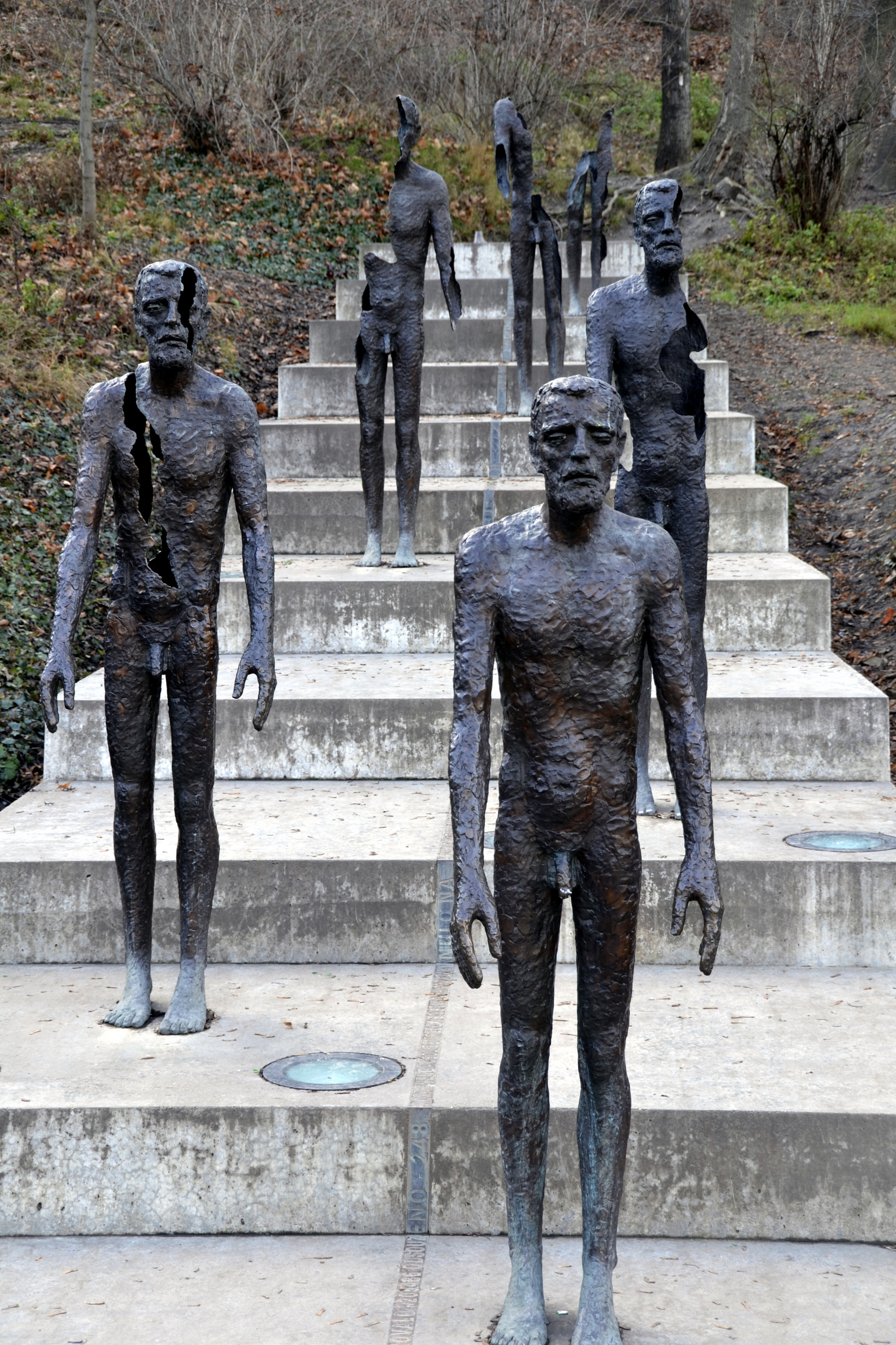
Pomník obětem komunismu Olbrama Zoubka

Olbram Zoubek vytvořil na svahu Petřína Pomník obětem komunismu (zločinů komunizmu) na Újezdě, který byl slavnostně odhalen v roce 2002.
V roce 1946 byl v tomto místě slavnostně odhalen základní kámen k pomníku T. G. Masaryka ve tvaru mramorového stolu, stojící poblíž ještě v roce 1968.
Fontána s chlapci
Nazývána U žabiček (Hrající si chlapci, nyní též Masarykovi vnuci), ukazující dvojici chlapců se šesti žabkami a dvěma ještěrkami, hrající si s rybou u fontány. Modely pro sošky byli vnuci prezidenta T. G. Masaryka, synové Olgy Masarykové Leonard a Herbert Revilliodovi, kteří za války zahynuli v zahraničním odboji. Dílo, které mělo původně stát na Lánském zámku, vyhotovil Karel Dvořák v roce 1948.
Lachtan
Sochu znázorňující lachtana, vytvořil v roce 1953 Jan Lauda.
Polibek
Sousoší autora Josefa Mařatky z roku 1910.

## Planetka
Po Petříně je pojmenovaná planetka (16801) Petřínpragensis objevená Petrem Pravcem v Ondřejově v roce 1997. Planetku nebylo možné nazvat jednoduše Petřín, protože by se pletla s již existující planetkou (482) Petrina objevenou roku 1902. Pravidla pro pojmenování planetek toto nepřipouštějí.